# 香川県道18号善通寺府中線
香川県道18号善通寺府中線（かがわけんどう18ごう ぜんつうじふちゅうせん）は、香川県善通寺市から坂出市に至る県道（主要地方道）である。

## 概要

### 路線データ
- 起点：善通寺市金蔵寺町（樫藪交差点、香川県道25号善通寺多度津線交点、香川県道217号西白方善通寺線終点）
- 終点：坂出市府中町（新宮交差点、香川県道33号高松善通寺線交点）

## 歴史
- 1993年（平成5年）5月11日 - 建設省から、県道善通寺府中線が善通寺府中線として主要地方道に指定される[1]。

## 路線状況

### 重複区間
- 香川県道184号綾川府中線（坂出市府中町・石井橋西詰交差点 - 新宮交差点）

## 地理

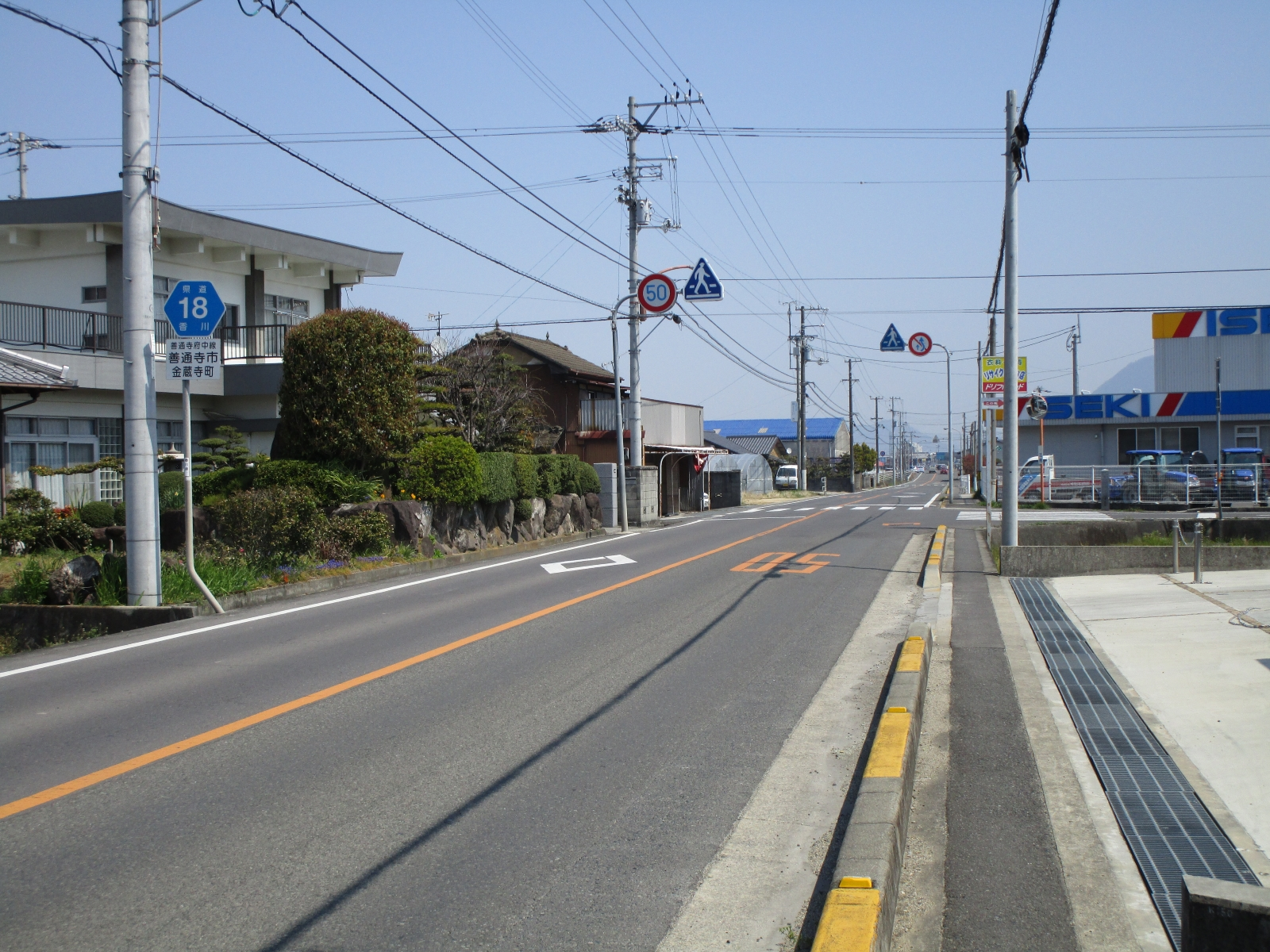
香川県道18号善通寺府中線（樫藪交差点付近）

### 通過する自治体
- 善通寺市
- 丸亀市
- 坂出市

### 交差する道路
- 香川県道25号善通寺多度津線・香川県道217号西白方善通寺線（香川県善通寺市・樫藪交差点、起点）
- 国道319号（香川県善通寺市原田町・五条交差点）
- 香川県道206号原田琴平線（香川県善通寺市原田町・原田町交差点）
- 香川県道4号丸亀三好線（香川県丸亀市郡家町・郡家町交差点）
- 香川県道46号長尾丸亀線（香川県丸亀市川西町北・川西町交差点）
- 香川県道195号岡田丸亀線（香川県丸亀市飯野町東二・高柳橋東詰交差点）
- 国道438号（香川県丸亀市飯山町川原土居）
- 国道438号（香川県丸亀市飯山町川原・川原交差点）
- 香川県道191号富熊宇多津線（香川県丸亀市飯山町東坂元一里塚・一里塚交差点）
- 香川県道184号綾川府中線（香川県坂出市府中町・石井橋西詰交差点）
- 香川県道33号高松善通寺線（香川県坂出市府中町・新宮交差点、終点）

### 峠
- 額坂峠（丸亀市 - 坂出市）